# Leo Varadkar
Leo Eric Varadkar (ur. 18 stycznia 1979 w Dublinie) – irlandzki polityk i lekarz, deputowany, w latach 2017–2024 lider Fine Gael, w latach 2011–2017 i 2020–2022 minister, w latach 2017–2020 i 2022–2024 taoiseach, w latach 2020–2022 tánaiste.

## Życiorys
Urodził się w rodzinie Hindusa i Irlandki. Z zawodu lekarz medycyny rodzinnej, kształcił się w The King’s Hospital oraz w Trinity College w Dublinie. Zaangażował się w działalność polityczną w ramach Fine Gael. W latach 2001–2003 był wiceprzewodniczącym YEPP, organizacji młodzieżowej Europejskiej Partii Ludowej. Od 2003 do 2007 zasiadał w radzie hrabstwa Fingal. W wyborach w 2007 kandydował z powodzeniem do Dáil Éireann 30. kadencji w okręgu Dublin West. W 2011, 2016 i 2020 uzyskiwał reelekcję na kolejne kadencje niższej izby irlandzkiego parlamentu.
W marcu 2011 został ministrem transportu, turystyki i sportu w rządzie Endy Kenny’ego. W lipcu 2014 przeszedł na stanowisko ministra zdrowia. W maju 2016 w drugim gabinecie dotychczasowego premiera objął funkcję ministra ochrony socjalnej. W czerwcu 2017 został liderem Fine Gael, zdobywając 60% głosów w kolegium elektorskim. 14 czerwca 2017 zastąpił Endę Kenny’ego również na urzędzie premiera (i jednocześnie ministra obrony). Za jego kandydaturą opowiedziało się 57 posłów (FG i niezależnych), przeciw było 50 deputowanych, zaś wybór umożliwiło wstrzymanie się od głosu 47 parlamentarzystów (głównie z Fianna Fáil).
W wyborach parlamentarnych z lutego 2020 Fine Gael zajęła 3. miejsce, uzyskując parę mandatów mniej niż Fianna Fáil i Sinn Féin. Wyniki tych wyborów spowodowały trudności w stworzeniu większościowej koalicji rządowej, co doprowadziło do długotrwałych negocjacji. Koalicję ostatecznie zawarły FG, FF i Partia Zielonych. W ramach porozumienia ustalono, że na czele gabinetu stanie lider FF Micheál Martin, a pod koniec 2022 zastąpi go Leo Varadkar. Porozumienie zostało ostatecznie zatwierdzone przez trzy ugrupowania 26 czerwca 2020. Następnego dnia Leo Varadkar objął stanowiska wicepremiera oraz ministra przedsiębiorczości, handlu i zatrudnienia w nowym rządzie. Zgodnie z umową koalicyjną Micheál Martin złożył rezygnację 17 grudnia 2022. Tego samego dnia na stanowisko premiera powrócił Leo Varadkar, którego w Dáil Éireann poparło 87 deputowanych. Również 17 grudnia lider Fine Gael utworzył swój drugi gabinet z liderem FF jako swoim zastępcą.
20 marca 2024 zrezygnował z funkcji lidera Fine Gael. Zadeklarował także złożenie dymisji ze stanowiska premiera, co nastąpiło 8 kwietnia. Następnego dnia na urzędzie premiera zastąpił go nowy lider FG Simon Harris. Nie kandydował w kolejnych wyborach parlamentarnych w tym samym roku. W 2025 dołączył do rady doradczej w Penta Group, amerykańskiej firmie z branży PR.

## Życie prywatne
Jest gejem, co ujawnił podczas wywiadu w radiu publicznym 15 stycznia 2015. Zadeklarował się jako zwolennik przeprowadzenia referendum ws. małżeństw jednopłciowych. Jego partner Matthew Barrett również został lekarzem.